# Umiera piękno
Umiera piękno – album Agi Zaryan wydany 17 lipca 2007 roku nakładem Muzeum Powstania Warszawskiego i Cosmopolis. Album ukazał się z okazji obchodów 63. rocznicy wybuchu powstania warszawskiego.
Na płycie znajduje się dziewięć utworów autorstwa Krystyny Krahelskiej, Józefa Żywiny, Anny Świrszczyńska, ks. Jana Twardowskiego, Miry Grelichowskiej i Elżbiety Szemplińskiej. Autorem muzyki i aranżerem wszystkich utworów jest wieloletni partner artystyczny Agi Zaryan – Michał Tokaj.
Nagrania uzyskały status złotej płyty.

## Lista utworów
1. „Kalinowym mostem chodziłam” (sł. Krystyna Krahelska) – 05:02
2. „Warszawa widziana po raz trzeci” (sł. Elżbieta Szemplińska) – 04:31
3. „Wiersz o nas i chłopcach” (sł. Krystyna Krahelska) – 05:57
4. „Miłość” (sł. Krystyna Krahelska) – 05:06
5. „Żoliborz” (sł. Mira Grelichowska) – 04:33
6. „Umiera piękno” (sł. Anna Świrszczyńska) – 04:28
7. „Kolęda warszawska” (sł. Józef Żywina) – 03:48
8. „Piosenka o powstaniu” (sł. ks. Jan Twardowski) – 03:31
9. „Miłość (repryza)” (sł. Krystyna Krahelska) – 03:16

Opracowano na podstawie źródła

## Skład zespołu
- Aga Zaryan – wokal
- Michał Tokaj – fortepian
- Michał Barański – kontrabas
- Łukasz Żyta – perkusja